# 石淵王
石淵王（いわぶちおう、生没年不詳）は、奈良時代から平安時代初期にかけての皇族。官位は従五位上・越中守。

## 経歴
天応元年（781年）従五位下・正親正に叙任されると、延暦2年（783年）大監物と、桓武朝初頭は京官を務める。延暦6年（787年）若狭守として地方官に転じるが、延暦10年（791年）大監物に復任した。従五位上に叙せられた後、延暦13年（794年）神祇伯・大中臣諸魚らとともに幣帛のために伊勢大神宮に派遣されている。
延暦18年（799年）越中守に任ぜられ、再び地方官を務めた。

## 官歴
『六国史』による。
- 時期不詳：正六位上
- 天応元年（781年） 正月9日：従五位下。5月25日：正親正
- 延暦2年（783年） 11月12日：大監物
- 延暦6年（787年） 2月5日：若狭守
- 延暦10年（791年） 7月4日：大監物
- 延暦13年（794年） 3月18日：見従五位上
- 延暦18年（799年） 正月29日：越中守